# 咸平之治

宋真宗趙恆

咸平之治指的是宋真宗統治時期（997年－1022年），咸平以及景德、大中祥符年间北宋政府一系列政策所带来的社会经济繁荣和国家管理完善，也为后来的宋仁宗盛世打下基础。

## 咸平年间的治理

### 知人善任与纳谏
宋真宗即位后，提拔了李沆、吕蒙正、夏侯峤、杨砺等人担任宰相和执政大臣，保留了张齐贤、吕端等。这些人大多能够做到忠于职守，使得此时期政治较为清明。如张齐贤在咸平元年完成了“编敕”的编撰工作，成为正式法律《刑统》之外的重要补充。提出了职田，废除了江南前面几朝苛捐杂税的建议。寇准在澶渊之盟力挽狂澜。
且真宗较能听取各方意见。他在即位后就通过御史台向转达他的意思，要京师内文武百官凡是他施政有误、看到利病、对军事有好的建议，都可以直接向皇帝递奏折。在咸平元年四月，他下令各路转运使轮流到京师向他述职，讲述所在地情况。咸平二年(999年)，遇到大旱，要求“直言极谏”，他会给予提出好意见的人赏赐。也是这一年，他对身边大臣说他每天看奏章近百份，很有收获，他要大臣们也要看，并且把其中有益的方案挑出来。此后，他也多次下诏征求“直言”，所以这段时间上书言事特别多。

### 减免赋役
咸平元年，时任度支判官毋宾古向王钦若提到：“自五代以来，各地拖欠赋税数量很多，百姓无力缴纳，但是官员经常去催收，已经成为一个严重的社会问题，我上奏圣上免去这些赋税。”。王钦若听到立即命人统计好有关数据，抢在毋宾古之前向真宗上奏要求免除这些赋税。真宗看到奏折后大惊，说：“先帝怎么没想到这么做呢？”钦若回答：“先帝当然知道这么做，只是留给陛下用来收天下人之心罢了。”。宋真宗听后觉得很有道理，立即下令实施。
宋真宗在咸平元年（988年）四月十六日下令，凡往年拖欠的田赋一律免除。而因为欠税被抓进监狱的人，也一律释放。并且让各地认真核查落实，最后统计结果，共免除各处各地赋税一千余万贯石匹两等，共释放在押囚犯三千余人。
又在咸平四年（1001年），宋真宗亲自审问因拖欠官府钱财而被捕入狱的人，一连审了七天，共释放2600余人，免除债务达260万。
并让有关部门重新审问有关拖欠政府钱物档案，凡有冤屈的重新处理。
后宋真宗多次下诏要求免除或减免各地赋税，用以赈灾和其他用途。如咸平四年闰月十八日，河北发生饥荒，减免赋役，并发粮食以赈灾。
另外下令减少服徭役的人数，根据咸平四年统计，此次共减少195,802人。恢复死刑复核，释放大批宫女等。
通过这些行动，真宗树立起了自己“仁义天子”的形象。这年九月真宗到北郊“观稼”，沿途百姓看到真宗的车架，竟然自发围上去大呼：“万岁”。这让真宗很满意，他对身边的吕蒙正说：“假使能选将练兵，战胜辽夏，使边疆百姓也和他们一样，过上安定日子，我的心願就满足了。”

### 路的管理
宋真宗在位前期，对国家管理制度方面进行几项重要改革，对后世影响较大。宋代的路是中央政府与州之间一个行政管理单位，最初是为了筹措运输军粮而设，后来被赋予了一定司法、财政权力。在宋太宗时还不是十分规范，宋真宗即位后将全国分为十五路，从而使“路”作为一个行政单位正式确立，又在咸平四年（1001年）将将今四川地区划分为益、梓、利、夔四个路，四川由此得名。这样全国分为十八各路，在宋朝长期沿用。

### 职田
在中国历史上，利用土地以增加官员收入早在先秦已有。但是宋代政府官田比较少，职田只是给在职地方官，所以它等于对于官员的特殊补贴，以期减少官员贪污的可能，故有人称他为“养廉田”。

### 财政改革
在财政方面，中央设置三司使以及推广和予买制度。宋初以来，理财机构有三个盐铁司、度支司、户部司，三个部门分别设立使和副使作为长官。其中盐铁司管禁榷、商税、矿税等收入，户部司管田赋，度支司管计划。但这三个部门经常会发生矛盾，所以设立一个三司使统管这三个部门，三司使直接对皇帝负责，宰相、枢密使不得干预。
和予买是当时一些地方官员想出来的办法，就是农民春季资金短缺时，政府给予先付给农民一定的资金，然后农民在夏秋两季用布和绢来偿还政府。这样农民既可以获得生产所需要的资金，政府也可以买到廉价的物品，但后来这个政策出现了一定的变质，成为了一个隐形赋税。

## 澶渊之盟后的治理

### 农业发展
可能是因为乳母刘氏出身农家，宋真宗本人对农业十分重视。在景德三年（1009年）下诏要求各级地方长官官衔上一律加上“劝农使”或者“劝农”等字，鼓励农民努力务农。又在景德二年作《景德农田敕》这部农业法规，以此规范农业生产和流通中的各种事项，并在后面很长时间内一直沿用。同时，大量印刷各种农业书籍分发给各地方官，让他们认识农事，并大力在推广高产作物占城稻。亩产量从唐代的2石（118公斤）提升到北宋初的3石（177.6公斤），至南宋更是高达5、6石（237.6公斤-297公斤）。垦田数目提升到524，758，432宋亩，突破唐代5亿亩的最高值。
在大中祥符六年（1013年）,宋真宗下诏废除农具税。并且在东封西祀时，宋真宗也坚持不征调农民服徭役而用军兵，也要求随行人员不得践踏庄稼。
除之外，宋真宗十分讨厌浪费粮食，多次下诏禁止丢弃粮食，并威胁“违者治罪”。

### 平抑粮价
同年，宋真宗下令在全国推广“常平仓”制度，常平仓起源战国李悝平籴法，有储量备荒和稳定物价的功能，宋真宗时政府规定：每年夏天由地方政府依照本地人口垫资购粮，以每户一石计，设仓储存，一旦遇到粮食价格上涨就减价卖给平民，达到平抑粮价的效果。另外设有专人管理，出陈如新，防止粮食腐烂。
常平仓制度对于灾年帮助平民渡过难关，稳定社会起到重要作用。

### 增加征榷
宋真宗政府对所征收各种禁榷和商税作了严密的规定，每个商业税征收点（税场）都立了一个原始的定额称为“祖额”，一个按近期实收数确立的定额称为“近期”。每届和每年都会对比，以此来奖惩官员。宋真宗时期规定所带的是商业税收入的大幅度增加，如酒类税在至道三年(991年)仅有121万贯，但到了天禧三年暴涨至901万贯，增加6培有余。同时政府规定各地应向中央缴纳那种物资的数额，使中央财政有了保障。
但遇到灾变时规定执行不是很严格并会有修正，在大中祥符六年（1014年）、七年时候遇到蝗灾。真宗下令成立详定茶法所，修订税法，否决三说、四说法，并作出弛禁通商的重大决策。

### 谨慎用法
宋真宗本人很厌恶严刑峻法，主讲谨慎用刑。又下诏废除了断截手足、钩背烙身等刑罚，禁止使用法外刑法，也严厉批评军中对逃兵施以的烙伤手腕、敲碎胫骨等做法。同时对私铸铜钱、私造管制武器等重罪都减轻处罚。
对待嫌疑犯上，宋真宗不允许使用酷刑、搞刑讯逼供。在景德四年（1007年），有个叫潘义方县尉对嫌疑犯朱凝严刑拷打，并用牛皮套头，勒令招供。朱凝受不住作了假证，后来经查明，宋真宗撤了潘义方的职，并向全国通报此事，严令不许严刑逼供。
同时在京设立纠察刑狱司，地方设立提点刑狱司，负责对各种刑事审判、刑罚、监狱进行监管复查。凡是判处徒刑之上的罪都必须要向此机构通报，这个机构有查询复审的权利。如果初审官员处理不当，此机构有权向朝廷提出，并对该官员提出弹劾。
真宗经常跑去主持各种审决在押囚犯，特别是几乎每年夏天都搞一次“虑囚”，处理一些长期关押的囚犯，免得他们在监狱待时间过长受苦。另外他的亲自下问审理一些重大贪腐案件，如齐化基案、孙朴案等。

## 治理成果
经过一系列惠民政策后，宋代经济社会得到极大的发展。首先，人口上宋太宗至道三年(997年)的是400万户，到了咸平六年（1003年）是686万户,增长了46%。
农业上，亩产数从唐代2石提升到3石，垦田数更是从太宗至道三年的312，520，000亩增加到524，758，432亩，突破唐代最高值5亿亩。
并组织编撰了专门的农业法规《景德农田敕》。
商业方面，明确各种商业税规定，做出弛禁通商的决定，使得宋朝政府的禁榷和商业税收入暴涨，逐渐取代农业税成为宋朝政府税收的最大来源。
司法方面，严令禁止严刑逼供，废除了很多酷刑（如断截手足、钩背烙身等），并在京师成立纠察刑狱司，地方设立提点刑狱司，建立了司法复核制度，允许当事人对判决不服可以上诉。
社会救济上，建立常平仓。和后来的义仓成为政府灾年救济的重要手段之一。